# Chodnik (górnictwo)

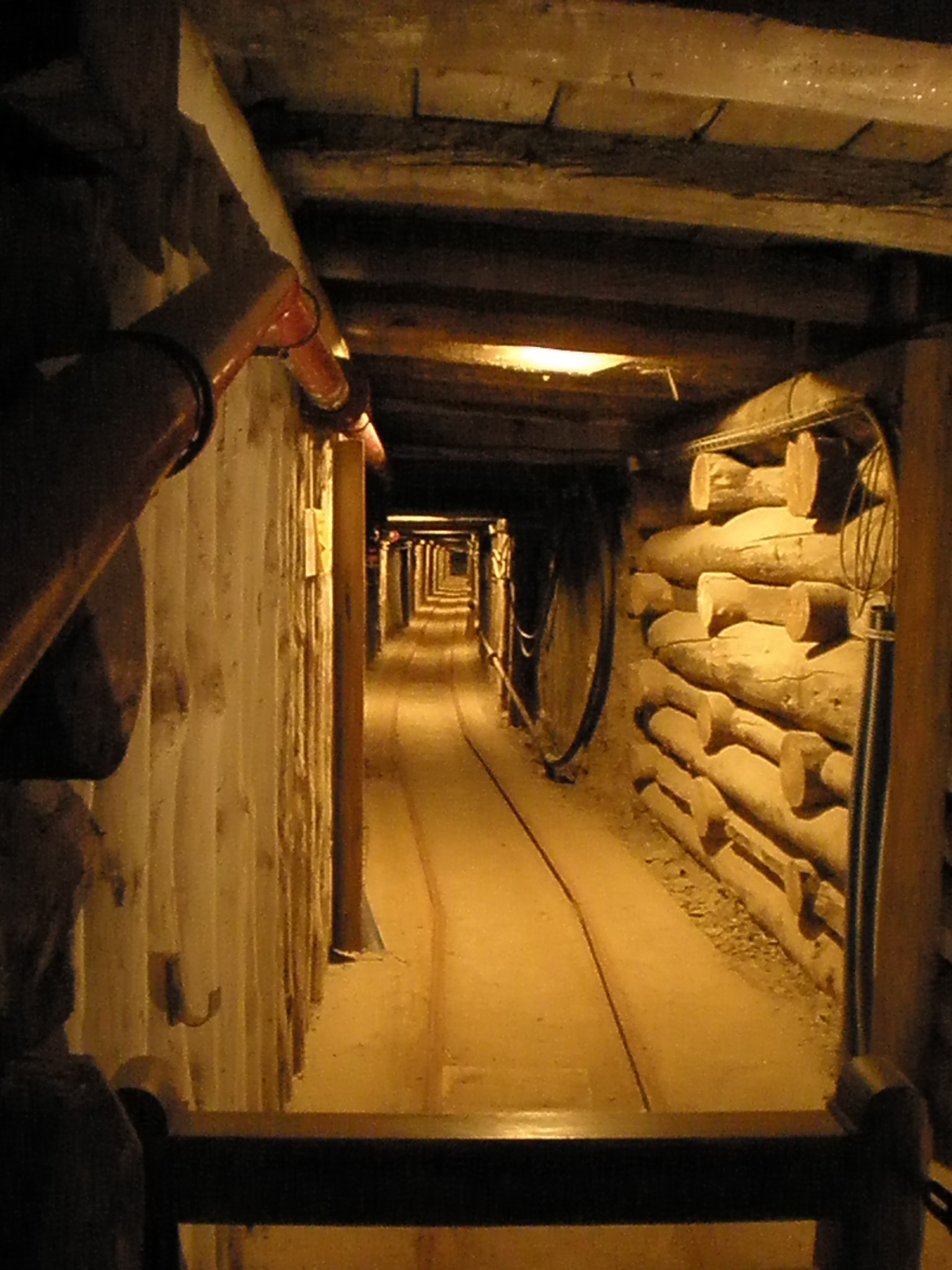
Chodnik w kopalni soli Wieliczka

Chodnik – w górnictwie podziemnym wyrobisko korytarzowe prowadzone poziomo lub prawie poziomo (do 5° nachylenia), niemające bezpośredniego wyjścia na powierzchnię ziemi. Drążone są w złożu i dają urobek będący kopaliną użyteczną (np. chodniki węglowe).
W zależności od rodzaju kopalni chodniki dzielą się na:
- chodnik awaryjny (chodnik ratunkowy, chodnik ucieczkowy) – ma na celu ułatwić obsłudze wyjście z zagrożonej strefy
- chodnik badawczy (chodnik rozpoznawczy, chodnik wytyczny) – do przeprowadzenia badań pod kątem rozpoznania
- chodnik boczny – pomocniczy chodnik odgałęziony od chodnika głównego
- chodnik dojazdowy – wykorzystywany do przewozu urobku, połączony z pochylnią, z upadową lub ze ślepym szybikiem
- chodnik dojściowy – ślepy przeznaczony do dojścia do określonego celu
- chodnik dowierzchniowy
- chodnik drzewny – na potrzeby dostarczania drzewa potrzebnego na obudowy drążonych korytarzy
- chodnik eksploatacyjny – miejsce wydobywania złoża
- chodnik filarowy – dzieli pola na filary wybierkowe
- chodnik główny
- chodnik graniczny – miejsce, do którego chodnik może być eksploatowany
- chodnik kamienny – drążony w kamieniu na obszarze całego przekroju korytarza w celu wykonania przekopu
- chodnik kamienno-węglowy – drążony w podłożu z przewagą kamienia
- chodnik kierunkowy – część chodnika badawczego, najczęściej łączy przecznice
- chodnik kieszeniowy – dla umieszczania materiału skalnego z przybierki
- chodnik kolejowy – przeznaczony do transportu urobku drogą szynową
- chodnik komunikacyjny – główny chodnik przeznaczony dla ludzi
- chodnik krzyżowy – o lekkim spadku na połączeniu z chodnikiem transportowym
- chodnik linowy – przewożenie urobku przy pomocy lin
- chodnik ładunkowy – miejsce, w którym formowany jest skład pociągu z urobkiem
- chodnik materiałowy – przeznaczony wyłącznie do dostarczania niezbędnych materiałów potrzebnych do prawidłowej eksploatacji
- chodnik międzyścianowy – chodnik transportowy
- chodnik międzywarstwowy – prowadzony w poprzek ławy skalnej łączy dwie warstwy złoża
- chodnik nachylony (chodnik pochyły)
- chodnik obchodowy – z przeznaczeniem dla ludzi
- chodnik objazdowy – dla objazdu i połączenia z inną częścią wyrobiska
- chodnik obsadzony (chodnik czynny, chodnik obłożony) – aktualnie drążony i jest obsadzony obsadą
- chodnik odstawczy – miejsce, w którym umieszcza się (odstawia) puste wagony
- chodnik odstawowy – przeznaczony do transportu urobku za pomocą przenośników, zsuwni
- chodnik odwadniający (chodnik odwodnieniowy) – pełni funkcję odwadniania z miejsc wyrobiskowych
- chodnik ogniowy – ma na celu dotarcie do ogniska pożaru
- chodnik okrężny – ma na celu okrążenie przeszkody występującej na danym odcinku
- chodnik otamowany – miejsce gdzie umieszczono tamę
- chodnik otwierający – pozwala na dotarcie do określonego miejsca
- chodnik piętrowy – dzieli chodnik na poszczególne piętra (górne, dolne, śródpiętro)
- chodnik podebrany – miejsce, w którym już wybrano pokład
- chodnik podsadzkowy – powstaje w wyniku przybierania stropu lub spągu
- chodnik podstawowy – do transportu, stanowi dolną granicę poziomu
- chodnik podstropowy – ulokowany w górnym pokładzie
- chodnik podścianowy – dolny chodnik odstawowy
- chodnik podwójny – równoległe i połączone ze sobą w celu równomiernego napowietrzania
- chodnik pokładowy – główny pokład wydobycia złoża
- chodnik pomocniczy – wspomaga chodnik główny
- chodnik pospągowy – prowadzony jest w grubym pokładzie
- chodnik poszukiwawczy – wykorzystywany do celów badawczych
- chodnik pośredni – do transportu, który prowadzi pomiędzy piętrami (poziomami)
- chodnik poziomy (chodnik do wagi)
- chodnik przekątny (chodnik poprzeczny, chodnik diagonalny) – biegnie przekątnie do nachylenia pokładu
- chodnik przenośnikowy – do transportu urobku za pomocą przenośników
- chodnik przewozowy – przeznaczony do transportu ludzi, urobku, o nachyleniu do 4°
- chodnik przygotowawczy – drążony w złożu, ma na celu przygotowanie miejsca do wyrobiska
- chodnik przyspągowy – w grubym złożu
- chodnik przystropowy – w głównym złożu
- chodnik przyścianowy – jest końcowym chodnikiem dolnej lub górnej strefy wyrobiska
- chodnik rozdzielczy – oddziela dwa chodniki od siebie
- chodnik równoległy – pomocniczy chodnika głównego, połączony z nim przejściami
- chodnik rurowy – dla poprowadzenia rurociągu posadzkowego
- chodnik rząpowy
- chodnik schodowy (pochylnia schodowa) – przeznaczona dla ludzi
- chodnik serpentynowy – o wijącej się trasie ze względu na wysokość
- chodnik spustowy (chodnik upustowy) – do odprowadzania wody, solanki
- chodnik stromy – chodnik, w którym następuje samoczynne przetaczanie się materiału
- chodnik szlamowy – miejsce, w którym woda samoczynnie się oczyszcza przed transportowej jej na powierzchnię ziemi
- chodnik szybkościowy – dla osiągnięcia jak największego dobowego drążenia
- chodnik ścianowy (przecinka ścianowa) – ma na celu połączyć chodniki przyścianowe
- chodnik ślepy – odosobniony, nie połączony z żadnym innym wyrobiskiem
- chodnik środkowy – prowadzony jest z grubym złożu pomiędzy stropem a spągiem
- chodnik śródpiętrowy – oddziela poszczególne piętra od podpięter
- chodnik taśmowy – transportowy, w którym znajduje się przenośnik transportujący urobek
- chodnik transportowy
- chodnik udostępniający – umożliwia przygotowanie chodnika do rozpoczęcia wydobywania
- chodnik warstwowy – poprowadzony w danej warstwie
- chodnik wentylacyjny (chodnik powietrzny) – do odprowadzenia zużytego powietrza
- chodnik węglowy – główny chodnik drążony przez pokład
- chodnik wodny (chodnik odpływowy) – dla odprowadzania wody
- chodnik wodozbiorczy – miejsce, w którym zbierana jest woda do odpompowania jej na powierzchnię
- chodnik wybierkowy (chodnik wydobywczy) – do bezpośredniego urobku
- chodnik wydechowy (chodnik odlotowy, chodnik odlotowy) – dla odpływu zużytego powietrza
- chodnik wyprzedzający – równoległy i pomocniczy wykorzystywany w celu zbadania występowania w chodniku głównym jakiś zaburzeń
- chodnik załadowczy – miejsce, w którym stoją wagony przed ich załadunkiem
- chodnik zastawiony – miejsce zaniechania dalszego wydobywania
- chodnik zbiorczy – do formowania składu pociągu z urobkiem
- chodnik złożowy – drążony chodnik w głównym złożu